# 니다역 (고치현)
니다역(일본어: 仁井田駅)은 일본 고치현 다카오카군 시만토정에 위치한 시코쿠 여객철도 도산 선의 철도역이다. 역 번호는 K25이며, 단선 승강장 1면 1선의 구조를 갖춘 지상역이다.

## 역 주변
- 국도 제56호선

## 역사
- 1951년 11월 12일 : 일본국유철도의 역으로서 개업. 이것에 수반해, 구보카와 본선 (자동차선)의 역은 '도사니다'에서 '니다'로 개칭.
- 1969년 10월 1일 : 배달의 취급을 폐지.
- 1970년 10월 1일 : 무인역화.
- 1987년 4월 1일 : 일본국유철도 분할 민영화에 의해, 시코쿠 여객철도가 승계.

## 인접 역
| 시코쿠 여객철도 도산 선          | 시코쿠 여객철도 도산 선 | 시코쿠 여객철도 도산 선     |
| -------------------------------- | ----------------------- | --------------------------- |
| K 24 로쿠탄지 다도쓰 · 고치 방면 | 도산 선                 | 구보카와 K 26 구보카와 방면 |